# Thomas Frognall Dibdin
Pour les articles homonymes, voir Dibdin.
Thomas Frognall Dibdin (31 août 1776 - 18 novembre 1847) est un pasteur et bibliophile britannique, fils de Thomas Dibdin et frère du navigateur Charles Dibdin.

## Biographie
Né à Calcutta, Thomas Frognall Dibdin est un pasteur anglican et conservateur de la bibliothèque du comte John Charles Spencer à Althorp ainsi que l'initiateur et l'un des membres fondateurs en 1812 du Roxburghe Club placé sous la présidence du second comte Spencer et dont Dibdin fut le vice-président.
Il commença sa carrière d'essayiste par :
- une Introduction à la connaissance des éditions rares et précieuses des classiques grecs et latins en 1802.

Il donna :
- en 1809 Bibliomania ou la Folie des livres[1] ;
- en 1810 et années suivantes les Antiquités bibliographiques ;
- en 1815 Bibliotheca Spenceriana, catalogue de la collection confiée à sa garde, illustré de gravures de John Byfield et Mary Byfield ;
- en 1817 le Bibliographical Decameron, où l'on trouve des renseignements sur la calligraphie, la peinture des manuscrits, les origines de l'imprimerie, la reliure et l'ornementation des livres ;
- en 1821 un Voyage bibliographique, archéologique et pittoresque en France et en Allemagne, 3 volumes grand in-8, exécuté avec un grand luxe (la partie qui concerne la France a été traduite par Théodore Licquet et Georges-Adrien Crapelet, 1825) qui résulte de la mission que lui avait confiée le troisième comte Spencer en 1818 d'aller rechercher pour son compte des livres sur le continent, voyage que Dibdin décrit au sein de cet ouvrage et au cours duquel il rencontre notamment Pierre-Aimé Lair, J.V.F. Lamouroux ou encore Philippe Lasnon de la Renaudière ;
- en 1836 ses Réminiscences d'une vie littéraire ;
- en 1838 un Voyage bibliographique, archéologique et pittoresque dans les comtés du nord de l'Angleterre et en Écosse.